# Sidney Parker
Sidney Parker, född 1930, död 2012, var individualanarkist som konverterade från anarkokommunismen. Parker betecknade sig själv som egoist, han skrev även artiklar för anarkistiska tidskrifter.